# Aeropuerto Internacional de Windsor
El Aeropuerto Internacional de Windsor (del inglés: Windsor International Airport) (IATA: YQG, OACI: CYQG) está ubicado en la parte sureste de la ciudad de Windsor, Ontario, Canadá. El aeropuerto presta servicios a una combinación de vuelos regulares y de aviación general, y es un punto de entrada popular a Canadá para aviones privados y comerciales. El espacio aéreo sobre el aeropuerto está excepcionalmente concurrido debido a la proximidad al Aeropuerto Metropolitano del Condado de Wayne de Detroit, y las llegadas y salidas según las reglas de vuelo por instrumentos (IFR) las gestiona el control de aproximación de Detroit.
El aeropuerto está clasificado como aeropuerto de entrada por Nav Canada y cuenta con personal de la Agencia de Servicios Fronterizos de Canadá (CBSA). Los funcionarios de la CBSA en este aeropuerto pueden manejar aeronaves de hasta 325 pasajeros, y hasta 450 si la aeronave se descarga en etapas.

## Historia
El aeropuerto se inauguró en 1928 como Walker Airport, en honor a Hiram Walker, un destilador de whisky del siglo XIX y distribuidor de la marca Canadian Club.
En 1967, el aeropuerto se agregó a la cartera nacional de aeropuertos canadienses, citando su creciente importancia como centro aeroportuario regional para el suroeste de Ontario, sirviendo las áreas entre Detroit, Míchigan, y London, Ontario, y expandiéndose más allá de sus raíces originales como una mera pista de aterrizaje.
En 2006, Serco Aviation Services, Inc., anunció que solicitaría la terminación anticipada de su contrato de gestión aeroportuaria con la ciudad de Windsor, ya que el aeropuerto de Windsor había estado perdiendo alrededor de 40.000 dólares canadienses por mes. La ciudad de Windsor aceptó la retirada de Serco y se preparó para operar el aeropuerto por sí misma, pero con un gran déficit. El 1 de julio de 2007, Serco entregó las operaciones del aeropuerto a la ciudad de Windsor. El Ayuntamiento de Windsor había aprobado un grupo ad hoc para gestionar el aeropuerto en nombre de la ciudad, llamado "Your Quick Gateway (Windsor) Inc." (en honor a las letras de identificación del aeropuerto de la OACI, YQG). Esta organización privada fue creada por el Ayuntamiento de Windsor y se suponía que sería una "solución provisional" hasta que se encontrara otro operador. Sin embargo, el 14 de noviembre, The Windsor Star informó que debido a que Your Quick Gateway había tenido tanto éxito en la gestión del aeropuerto, obteniendo una pequeña ganancia en el proceso, se le daría permiso para operar la instalación indefinidamente de esta manera.
El aeropuerto cuenta con terrenos adicionales delimitados por tierras de cultivo a lo largo de Division Road y Lauzon Parkway para la futura expansión del aeropuerto.

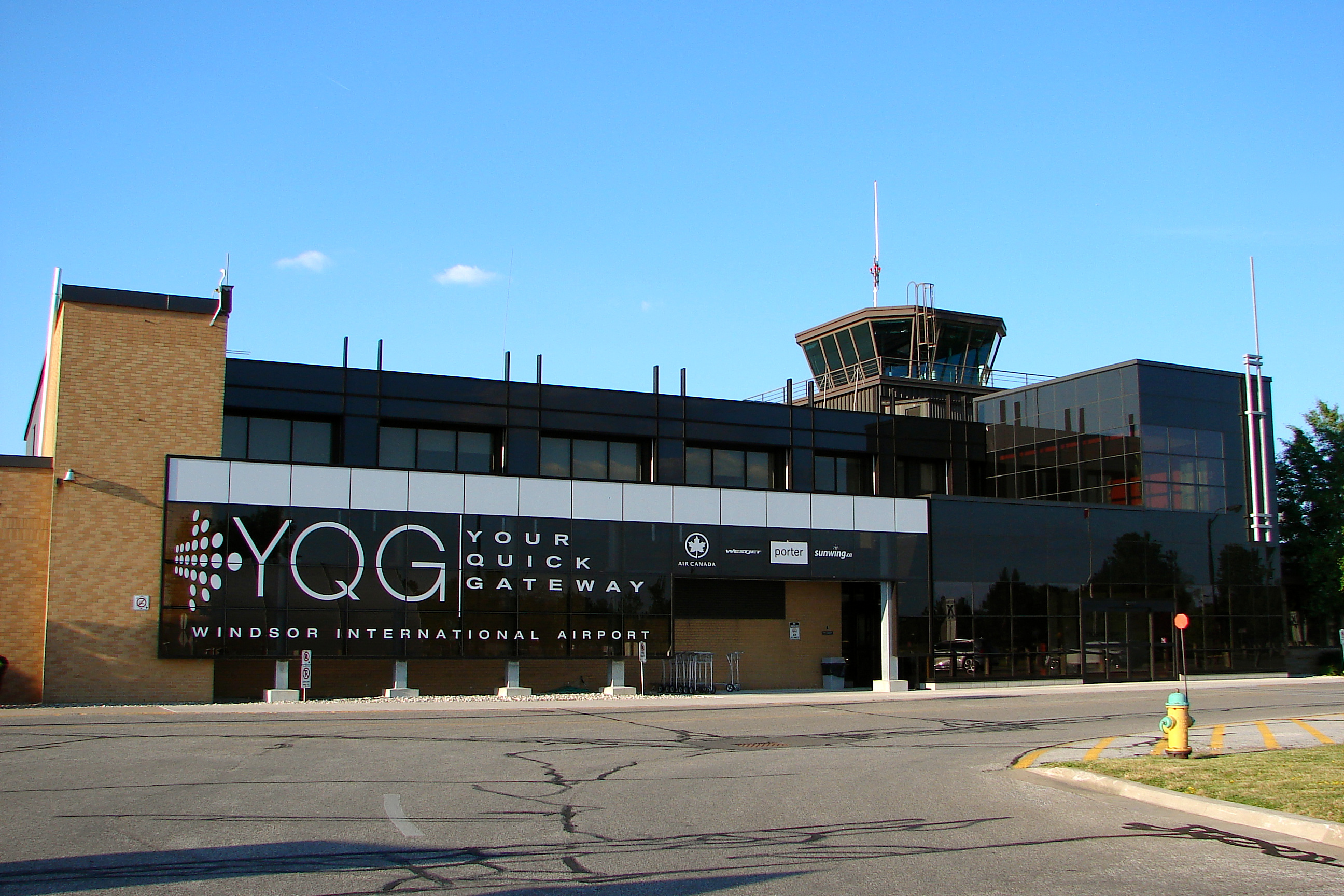
Terminal del aeropuerto de Windsor

En 2012, The Windsor Star informó que el tráfico del aeropuerto había aumentado más del 160% desde 2008, con más de 250.000 pasajeros pasando por el aeropuerto en 2012, su año de mayor actividad hasta la fecha. Esto se ha atribuido en gran medida a los esfuerzos agresivos por atraer más vuelos a destinos existentes y a nuevos destinos. En 2011, Porter Airlines comenzó a volar desde Windsor a Toronto ( Aeropuerto Billy Bishop Toronto City ) y Porter declaró que Windsor es uno de sus nuevos mercados más exitosos. Sin embargo, el 37% del mercado local todavía utiliza el Aeropuerto Metropolitano de Detroit como su aeropuerto de elección.
A principios de octubre de 2013, la ciudad de Windsor anunció que invertiría 14,1 millones de dólares en el aeropuerto para crear una terminal de carga multimodal. Se espera que el proyecto cree aproximadamente 105 puestos de trabajo para la ciudad de Windsor y tiene el potencial de crear miles de puestos de trabajo. El primer inquilino del nuevo centro de carga en el Aeropuerto de Windsor sería FedEx, que firmó un contrato de arrendamiento de 20 años para operar el centro y se trasladó a las instalaciones el 1 de diciembre de 2015. En 2016 el aeropuerto gestionó 331,000 pasajeros. 
En junio de 2020, Air Canada finalizó su servicio de Windsor a Montreal debido al impacto financiero de la pandemia de COVID-19 en Canadá.

## Aerolíneas y destinos

### Pasajeros
| Aerolíneas          | Destinos                                                   |
| ------------------- | ---------------------------------------------------------- |
| Air Canada Express  | Toronto–Pearson                                            |
| Air Transat         | Estacional: Punta Cana (inicia el 19 de diciembre de 2025) |
| Cameron Air Service | Estacional: Pelee Island                                   |
| Porter Airlines     | Toronto–Billy Bishop                                       |
| WestJet             | Estacional: Calgary                                        |

### Carga
| Aerolíneas      | Destinos                   |
| --------------- | -------------------------- |
| Aeronaves TSM   | Kitchener/Waterloo, Laredo |
| SkyLink Express | Hamilton (ON)              |

### Destinos nacionales
Se brinda servicio a 4 ciudades dentro del país a cargo de 4 aerolíneas.
| Calgary (YYC)       |   | • |   |   |   | 1 |
| Pelee Island (CYPT) |   |   |   | • |   | 1 |
| Toronto (YYZ)       | • |   |   |   |   | 1 |
| Toronto (YTZ)       |   |   | • |   |   | 1 |
| Total               | 1 | 1 | 1 | 1 | 0 | 4 |

### Destinos internacionales
Se ofrece servicio a 1 destino internacional (estacional), a cargo de 1 aerolínea.
| Ciudades por países                                        | Nombre del aeropuerto                  | Aerolíneas                                                   |           |           |
| El Caribe                                                  | El Caribe                              | El Caribe                                                    | El Caribe | El Caribe |
| ---------------------------------------------------------- | -------------------------------------- | ------------------------------------------------------------ | --------- | --------- |
| República Dominicana (1 destino [estacional], 1 aerolínea) |                                        |                                                              |           |           |
| Punta Cana                                                 | Aeropuerto Internacional de Punta Cana | Air Transat (Estacional) (inicia el 19 de diciembre de 2025) |           |           |
| Total: 1 destino (estacional), 1 país, 1 aerolínea         |                                        |                                                              |           |           |

## Inquilinos
- 364 Cadetes de la Fuerza Aérea Real Canadiense[9]
- Club de vuelo de Windsor[10]
- Asociación Canadiense de Aeronaves Históricas
- Journey Air/[11] Centro de vuelo de los Grandes Lagos [12]
- Expreso georgiano
- Operador de base fija (FBO) de Skyservice
- AAR Corp. - Mantenimiento de fuselaje (MRO)[13]

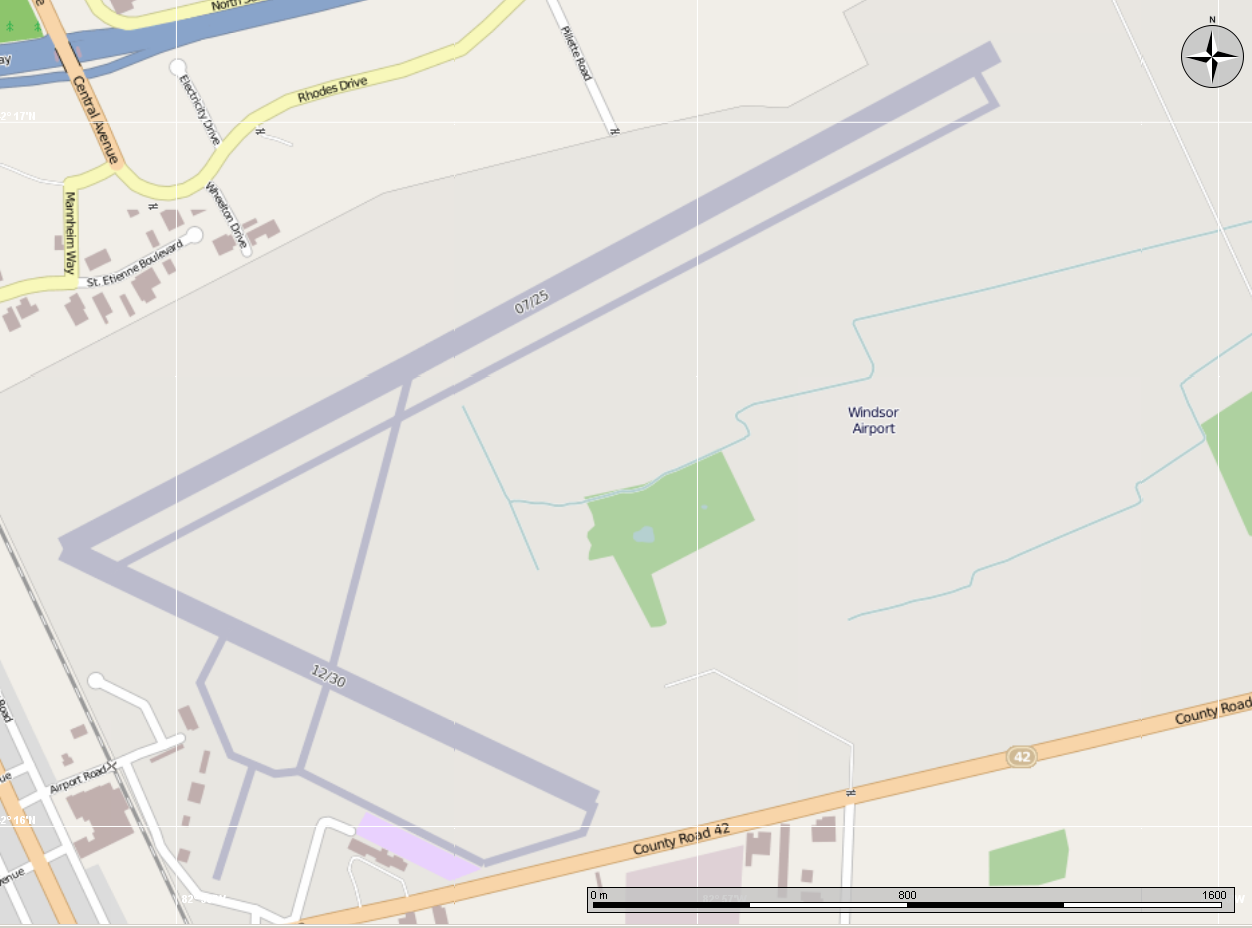
Mapa del aeropuerto

## Información técnica

### General
- Latitud/Longitud: 42°16′32″ N, 82°57′20″ O
- Elevación: 622 pies (190 m)
- Variación magnética: 7° O

El aeropuerto es operado por Your Quick Gateway en nombre de la ciudad de Windsor, está certificado por Transport Canada y funciona como aeropuerto de entrada con servicios de aduanas canadienses disponibles. Hay una tarifa de aterrizaje para algunas aeronaves.

### Pistas de aterrizaje
- Pista 07/25: 9000 por 200 pies (2743 por 61 m), asfalto, iluminado, iluminación de aproximación PAPI tipo 2 para ambos extremos
- Pista 12/30: 5150 por 150 pies (1570 por 46 m), asfalto, iluminado, iluminación de aproximación PAPI tipo 2 para ambos extremos

### Comunicaciones
- Punto de Comunicación Remoto (RCO): Radio de Londres, 123.375 megahercio
- Servicio Automático de Información de Terminal (ATIS): 134.5 megahercio
- Control de tierra : 121,7 megahercio
- Torre : 124,7 MHz (frecuencia obligatoria cuando la torre está cerrada)
- Llegadas y salidas IFR: Control de aproximación de Detroit, 124.9 megahercio
- Avisos de reglas de vuelo visual (VFR): Control de aproximación de Detroit en el área de Windsor, 126.85 megahercio

### Operador de base fija (FBO)
El operador del aeropuerto ofrece estacionamiento; se aplica un cargo por estacionamiento durante más de seis horas.
- Centro de vuelo de los Grandes Lagos (Esso Avitat): 122,95 MHz—100LL avgas y combustible Jet-A

La cobertura ARFF de categoría 6 es proporcionada por los empleados del aeropuerto. Dos vehículos de choque ARFF E-One están estacionados en el parque de bomberos del aeropuerto. Essex-Windsor EMS proporciona asistencia médica en el aeropuerto.

## Estadísticas

### Tráfico anual
| Año  | Total pasajeros | % cambio    |
| ---- | --------------- | ----------- |
| 2016 | 331,478         | 20.9%       |
| 2015 | 274,218         | 4.1%        |
| 2014 | 263,401         | 9%          |
| 2013 | 241,684         | Sin cambios |